# Ligue des champions de l'AFC 2006
Navigation
Édition précédente Édition suivante
La Ligue des champions de l'AFC 2006 est la 25e édition de la Ligue des champions de l'AFC et la 4e édition sous la dénomination Ligue des champions de l'AFC. Le club vainqueur de la compétition est désigné champion d'Asie 2006 et dispute la Coupe du monde des clubs 2006.
C'est le club sud-coréen de Jeonbuk Hyundai Motors qui remporte la compétition après avoir battu la formation syrienne d'Al-Karamah SC en finale. Les deux formations participent là à la première finale internationale de leur histoire. L'attaquant brésilien de Gamba Osaka Magno Alves est sacré meilleur buteur avec huit réalisations.
La victoire de Jeonbuk Hyundai Motors est historique puisque le club est le premier en Asie à remporter la Ligue des champions sans jamais avoir été sacré au niveau national.

## Participants
| Quarts de finale | Quarts de finale | Quarts de finale | Quarts de finale | Quarts de finale | Quarts de finale | Quarts de finale | Quarts de finale | Quarts de finale | Quarts de finale | Quarts de finale | Quarts de finale | Quarts de finale | Quarts de finale | Quarts de finale | Quarts de finale |
| --- | --- | --- | --- | --- | --- | --- | --- | --- | --- | --- | --- | --- | --- | --- | --- |
| - Al Ittihad - Tenant du titre | | | | | | | | | | | | | | | |
| Phase de groupes | | | | | | | | | | | | | | | |
| Asie de l'Ouest | Asie de l'Ouest | Asie de l'Ouest | Asie de l'Ouest | Asie de l'Ouest | Asie de l'Ouest | Asie de l'Ouest | Asie de l'Ouest | Asie de l'Est | Asie de l'Est | Asie de l'Est | Asie de l'Est | Asie de l'Est | Asie de l'Est | Asie de l'Est | Asie de l'Est |
| - Foolad Ahvaz - Champion d'Iran 2004-2005 - Saba Qom FC - Vainqueur de la Coupe d'Iran 2005 - Al Qowa Al Jawia Bagdad - Champion d'Irak 2004-2005 - Al Mina'a Bassora - Finaliste du championnat d'Irak 2004-2005 - Al Qadisiya Koweït - Champion du Koweït 2005 - Al Arabi Koweït - Vainqueur de la Coupe du Koweït 2005 - Al-Gharafa SC - Champion du Qatar 2004-2005 - Sadd Sports Club - Vainqueur de la Coupe du Qatar 2005 - Al-Hilal FC - Champion d'Arabie saoudite 2004-2005 - Al Shabab Riyad - Finaliste de la Coupe d'Arabie saoudite 2005 - Al Ittihad Alep - Champion de Syrie 2004-2005 - Al-Karamah SC - Vice-champion de Syrie 2004-2005 - Al Wahda Abu Dhabi - Champion des Émirats arabes unis 2004-2005 - Al Ain Club - Vice-champion des Émirats arabes unis 2004-2005 - Pakhtakor Tachkent - Champion d'Ouzbékistan 2005 - Mash'al Mubarek - Vice-champion d'Ouzbékistan 2005 | - Foolad Ahvaz - Champion d'Iran 2004-2005 - Saba Qom FC - Vainqueur de la Coupe d'Iran 2005 - Al Qowa Al Jawia Bagdad - Champion d'Irak 2004-2005 - Al Mina'a Bassora - Finaliste du championnat d'Irak 2004-2005 - Al Qadisiya Koweït - Champion du Koweït 2005 - Al Arabi Koweït - Vainqueur de la Coupe du Koweït 2005 - Al-Gharafa SC - Champion du Qatar 2004-2005 - Sadd Sports Club - Vainqueur de la Coupe du Qatar 2005 - Al-Hilal FC - Champion d'Arabie saoudite 2004-2005 - Al Shabab Riyad - Finaliste de la Coupe d'Arabie saoudite 2005 - Al Ittihad Alep - Champion de Syrie 2004-2005 - Al-Karamah SC - Vice-champion de Syrie 2004-2005 - Al Wahda Abu Dhabi - Champion des Émirats arabes unis 2004-2005 - Al Ain Club - Vice-champion des Émirats arabes unis 2004-2005 - Pakhtakor Tachkent - Champion d'Ouzbékistan 2005 - Mash'al Mubarek - Vice-champion d'Ouzbékistan 2005 | - Foolad Ahvaz - Champion d'Iran 2004-2005 - Saba Qom FC - Vainqueur de la Coupe d'Iran 2005 - Al Qowa Al Jawia Bagdad - Champion d'Irak 2004-2005 - Al Mina'a Bassora - Finaliste du championnat d'Irak 2004-2005 - Al Qadisiya Koweït - Champion du Koweït 2005 - Al Arabi Koweït - Vainqueur de la Coupe du Koweït 2005 - Al-Gharafa SC - Champion du Qatar 2004-2005 - Sadd Sports Club - Vainqueur de la Coupe du Qatar 2005 - Al-Hilal FC - Champion d'Arabie saoudite 2004-2005 - Al Shabab Riyad - Finaliste de la Coupe d'Arabie saoudite 2005 - Al Ittihad Alep - Champion de Syrie 2004-2005 - Al-Karamah SC - Vice-champion de Syrie 2004-2005 - Al Wahda Abu Dhabi - Champion des Émirats arabes unis 2004-2005 - Al Ain Club - Vice-champion des Émirats arabes unis 2004-2005 - Pakhtakor Tachkent - Champion d'Ouzbékistan 2005 - Mash'al Mubarek - Vice-champion d'Ouzbékistan 2005 | - Foolad Ahvaz - Champion d'Iran 2004-2005 - Saba Qom FC - Vainqueur de la Coupe d'Iran 2005 - Al Qowa Al Jawia Bagdad - Champion d'Irak 2004-2005 - Al Mina'a Bassora - Finaliste du championnat d'Irak 2004-2005 - Al Qadisiya Koweït - Champion du Koweït 2005 - Al Arabi Koweït - Vainqueur de la Coupe du Koweït 2005 - Al-Gharafa SC - Champion du Qatar 2004-2005 - Sadd Sports Club - Vainqueur de la Coupe du Qatar 2005 - Al-Hilal FC - Champion d'Arabie saoudite 2004-2005 - Al Shabab Riyad - Finaliste de la Coupe d'Arabie saoudite 2005 - Al Ittihad Alep - Champion de Syrie 2004-2005 - Al-Karamah SC - Vice-champion de Syrie 2004-2005 - Al Wahda Abu Dhabi - Champion des Émirats arabes unis 2004-2005 - Al Ain Club - Vice-champion des Émirats arabes unis 2004-2005 - Pakhtakor Tachkent - Champion d'Ouzbékistan 2005 - Mash'al Mubarek - Vice-champion d'Ouzbékistan 2005 | - Foolad Ahvaz - Champion d'Iran 2004-2005 - Saba Qom FC - Vainqueur de la Coupe d'Iran 2005 - Al Qowa Al Jawia Bagdad - Champion d'Irak 2004-2005 - Al Mina'a Bassora - Finaliste du championnat d'Irak 2004-2005 - Al Qadisiya Koweït - Champion du Koweït 2005 - Al Arabi Koweït - Vainqueur de la Coupe du Koweït 2005 - Al-Gharafa SC - Champion du Qatar 2004-2005 - Sadd Sports Club - Vainqueur de la Coupe du Qatar 2005 - Al-Hilal FC - Champion d'Arabie saoudite 2004-2005 - Al Shabab Riyad - Finaliste de la Coupe d'Arabie saoudite 2005 - Al Ittihad Alep - Champion de Syrie 2004-2005 - Al-Karamah SC - Vice-champion de Syrie 2004-2005 - Al Wahda Abu Dhabi - Champion des Émirats arabes unis 2004-2005 - Al Ain Club - Vice-champion des Émirats arabes unis 2004-2005 - Pakhtakor Tachkent - Champion d'Ouzbékistan 2005 - Mash'al Mubarek - Vice-champion d'Ouzbékistan 2005 | - Foolad Ahvaz - Champion d'Iran 2004-2005 - Saba Qom FC - Vainqueur de la Coupe d'Iran 2005 - Al Qowa Al Jawia Bagdad - Champion d'Irak 2004-2005 - Al Mina'a Bassora - Finaliste du championnat d'Irak 2004-2005 - Al Qadisiya Koweït - Champion du Koweït 2005 - Al Arabi Koweït - Vainqueur de la Coupe du Koweït 2005 - Al-Gharafa SC - Champion du Qatar 2004-2005 - Sadd Sports Club - Vainqueur de la Coupe du Qatar 2005 - Al-Hilal FC - Champion d'Arabie saoudite 2004-2005 - Al Shabab Riyad - Finaliste de la Coupe d'Arabie saoudite 2005 - Al Ittihad Alep - Champion de Syrie 2004-2005 - Al-Karamah SC - Vice-champion de Syrie 2004-2005 - Al Wahda Abu Dhabi - Champion des Émirats arabes unis 2004-2005 - Al Ain Club - Vice-champion des Émirats arabes unis 2004-2005 - Pakhtakor Tachkent - Champion d'Ouzbékistan 2005 - Mash'al Mubarek - Vice-champion d'Ouzbékistan 2005 | - Foolad Ahvaz - Champion d'Iran 2004-2005 - Saba Qom FC - Vainqueur de la Coupe d'Iran 2005 - Al Qowa Al Jawia Bagdad - Champion d'Irak 2004-2005 - Al Mina'a Bassora - Finaliste du championnat d'Irak 2004-2005 - Al Qadisiya Koweït - Champion du Koweït 2005 - Al Arabi Koweït - Vainqueur de la Coupe du Koweït 2005 - Al-Gharafa SC - Champion du Qatar 2004-2005 - Sadd Sports Club - Vainqueur de la Coupe du Qatar 2005 - Al-Hilal FC - Champion d'Arabie saoudite 2004-2005 - Al Shabab Riyad - Finaliste de la Coupe d'Arabie saoudite 2005 - Al Ittihad Alep - Champion de Syrie 2004-2005 - Al-Karamah SC - Vice-champion de Syrie 2004-2005 - Al Wahda Abu Dhabi - Champion des Émirats arabes unis 2004-2005 - Al Ain Club - Vice-champion des Émirats arabes unis 2004-2005 - Pakhtakor Tachkent - Champion d'Ouzbékistan 2005 - Mash'al Mubarek - Vice-champion d'Ouzbékistan 2005 | - Foolad Ahvaz - Champion d'Iran 2004-2005 - Saba Qom FC - Vainqueur de la Coupe d'Iran 2005 - Al Qowa Al Jawia Bagdad - Champion d'Irak 2004-2005 - Al Mina'a Bassora - Finaliste du championnat d'Irak 2004-2005 - Al Qadisiya Koweït - Champion du Koweït 2005 - Al Arabi Koweït - Vainqueur de la Coupe du Koweït 2005 - Al-Gharafa SC - Champion du Qatar 2004-2005 - Sadd Sports Club - Vainqueur de la Coupe du Qatar 2005 - Al-Hilal FC - Champion d'Arabie saoudite 2004-2005 - Al Shabab Riyad - Finaliste de la Coupe d'Arabie saoudite 2005 - Al Ittihad Alep - Champion de Syrie 2004-2005 - Al-Karamah SC - Vice-champion de Syrie 2004-2005 - Al Wahda Abu Dhabi - Champion des Émirats arabes unis 2004-2005 - Al Ain Club - Vice-champion des Émirats arabes unis 2004-2005 - Pakhtakor Tachkent - Champion d'Ouzbékistan 2005 - Mash'al Mubarek - Vice-champion d'Ouzbékistan 2005 | - Dalian Shide - Champion de Chine 2005 - Shanghai Shenhua - Vice-champion de Chine 2005 - Gamba Osaka - Champion du Japon 2005 - Tokyo Verdy 1969 - Vainqueur de la Coupe du Japon 2004 - Ulsan Hyundai Horang-i - Champion de Corée du Sud 2005 - Jeonbuk Hyundai Motors - Vainqueur de la Coupe de Corée du Sud 2005 - Persipura Jayapura - Champion d'Indonésie 2005 - Arema Malang - Vainqueur de la Coupe d'Indonésie 2005 - Thailand Tobacco Monopoly - Champion de Thaïlande 2005 - Provincial Electrical Authority - Vice-champion de Thaïlande 2005 - Gach Dong Tam Long An - Champion du Viêt Nam 2005 - Đà Nẵng Club - Vice-champion du Viêt Nam 2005 | - Dalian Shide - Champion de Chine 2005 - Shanghai Shenhua - Vice-champion de Chine 2005 - Gamba Osaka - Champion du Japon 2005 - Tokyo Verdy 1969 - Vainqueur de la Coupe du Japon 2004 - Ulsan Hyundai Horang-i - Champion de Corée du Sud 2005 - Jeonbuk Hyundai Motors - Vainqueur de la Coupe de Corée du Sud 2005 - Persipura Jayapura - Champion d'Indonésie 2005 - Arema Malang - Vainqueur de la Coupe d'Indonésie 2005 - Thailand Tobacco Monopoly - Champion de Thaïlande 2005 - Provincial Electrical Authority - Vice-champion de Thaïlande 2005 - Gach Dong Tam Long An - Champion du Viêt Nam 2005 - Đà Nẵng Club - Vice-champion du Viêt Nam 2005 | - Dalian Shide - Champion de Chine 2005 - Shanghai Shenhua - Vice-champion de Chine 2005 - Gamba Osaka - Champion du Japon 2005 - Tokyo Verdy 1969 - Vainqueur de la Coupe du Japon 2004 - Ulsan Hyundai Horang-i - Champion de Corée du Sud 2005 - Jeonbuk Hyundai Motors - Vainqueur de la Coupe de Corée du Sud 2005 - Persipura Jayapura - Champion d'Indonésie 2005 - Arema Malang - Vainqueur de la Coupe d'Indonésie 2005 - Thailand Tobacco Monopoly - Champion de Thaïlande 2005 - Provincial Electrical Authority - Vice-champion de Thaïlande 2005 - Gach Dong Tam Long An - Champion du Viêt Nam 2005 - Đà Nẵng Club - Vice-champion du Viêt Nam 2005 | - Dalian Shide - Champion de Chine 2005 - Shanghai Shenhua - Vice-champion de Chine 2005 - Gamba Osaka - Champion du Japon 2005 - Tokyo Verdy 1969 - Vainqueur de la Coupe du Japon 2004 - Ulsan Hyundai Horang-i - Champion de Corée du Sud 2005 - Jeonbuk Hyundai Motors - Vainqueur de la Coupe de Corée du Sud 2005 - Persipura Jayapura - Champion d'Indonésie 2005 - Arema Malang - Vainqueur de la Coupe d'Indonésie 2005 - Thailand Tobacco Monopoly - Champion de Thaïlande 2005 - Provincial Electrical Authority - Vice-champion de Thaïlande 2005 - Gach Dong Tam Long An - Champion du Viêt Nam 2005 - Đà Nẵng Club - Vice-champion du Viêt Nam 2005 | - Dalian Shide - Champion de Chine 2005 - Shanghai Shenhua - Vice-champion de Chine 2005 - Gamba Osaka - Champion du Japon 2005 - Tokyo Verdy 1969 - Vainqueur de la Coupe du Japon 2004 - Ulsan Hyundai Horang-i - Champion de Corée du Sud 2005 - Jeonbuk Hyundai Motors - Vainqueur de la Coupe de Corée du Sud 2005 - Persipura Jayapura - Champion d'Indonésie 2005 - Arema Malang - Vainqueur de la Coupe d'Indonésie 2005 - Thailand Tobacco Monopoly - Champion de Thaïlande 2005 - Provincial Electrical Authority - Vice-champion de Thaïlande 2005 - Gach Dong Tam Long An - Champion du Viêt Nam 2005 - Đà Nẵng Club - Vice-champion du Viêt Nam 2005 | - Dalian Shide - Champion de Chine 2005 - Shanghai Shenhua - Vice-champion de Chine 2005 - Gamba Osaka - Champion du Japon 2005 - Tokyo Verdy 1969 - Vainqueur de la Coupe du Japon 2004 - Ulsan Hyundai Horang-i - Champion de Corée du Sud 2005 - Jeonbuk Hyundai Motors - Vainqueur de la Coupe de Corée du Sud 2005 - Persipura Jayapura - Champion d'Indonésie 2005 - Arema Malang - Vainqueur de la Coupe d'Indonésie 2005 - Thailand Tobacco Monopoly - Champion de Thaïlande 2005 - Provincial Electrical Authority - Vice-champion de Thaïlande 2005 - Gach Dong Tam Long An - Champion du Viêt Nam 2005 - Đà Nẵng Club - Vice-champion du Viêt Nam 2005 | - Dalian Shide - Champion de Chine 2005 - Shanghai Shenhua - Vice-champion de Chine 2005 - Gamba Osaka - Champion du Japon 2005 - Tokyo Verdy 1969 - Vainqueur de la Coupe du Japon 2004 - Ulsan Hyundai Horang-i - Champion de Corée du Sud 2005 - Jeonbuk Hyundai Motors - Vainqueur de la Coupe de Corée du Sud 2005 - Persipura Jayapura - Champion d'Indonésie 2005 - Arema Malang - Vainqueur de la Coupe d'Indonésie 2005 - Thailand Tobacco Monopoly - Champion de Thaïlande 2005 - Provincial Electrical Authority - Vice-champion de Thaïlande 2005 - Gach Dong Tam Long An - Champion du Viêt Nam 2005 - Đà Nẵng Club - Vice-champion du Viêt Nam 2005 | - Dalian Shide - Champion de Chine 2005 - Shanghai Shenhua - Vice-champion de Chine 2005 - Gamba Osaka - Champion du Japon 2005 - Tokyo Verdy 1969 - Vainqueur de la Coupe du Japon 2004 - Ulsan Hyundai Horang-i - Champion de Corée du Sud 2005 - Jeonbuk Hyundai Motors - Vainqueur de la Coupe de Corée du Sud 2005 - Persipura Jayapura - Champion d'Indonésie 2005 - Arema Malang - Vainqueur de la Coupe d'Indonésie 2005 - Thailand Tobacco Monopoly - Champion de Thaïlande 2005 - Provincial Electrical Authority - Vice-champion de Thaïlande 2005 - Gach Dong Tam Long An - Champion du Viêt Nam 2005 - Đà Nẵng Club - Vice-champion du Viêt Nam 2005 |

## Phase de groupes
Toutes les équipes participantes, à l'exception d'Al Ittihad qui est directement qualifié pour les quarts de finale, sont réparties dans sept groupes de 4 équipes. Les 16 clubs du Moyen-Orient et d'Asie centrale se retrouvent dans les groupes A, B, C et D. Les 12 équipes d'Asie de l'Est et d'Asie du Sud-Est sont dans les groupes E, F et G.
Les équipes terminant à la première place se qualifient pour les quarts de finale. Chaque groupe se déroule sur la base de matchs aller-retour. Les rencontres ont lieu entre le 8 mars et le 17 mai 2006.
Quatre équipes sont exclues de la compétition par l'AFC pour n'avoir pas transmis à temps le formulaire d'inscription des joueurs participant à la compétition. Il s'agit des deux clubs thaïlandais (PEA FC et TTM FC) et des deux clubs indonésiens (Arema Malang et Persipura Jayapura). Par conséquent, les groupes F et G ne comportent plus que deux équipes chacun.

### Groupe A
| Rang | Équipe             | Pts | J | G | N | P | Bp | Bc | Diff |  | Résultats (▼ dom., ► ext.) |     |     |     |     |
| ---- | ------------------ | --- | - | - | - | - | -- | -- | ---- |  | -------------------------- | --- | --- | --- | --- |
| 1    | Al Qadisiya Koweït | 11  | 6 | 3 | 2 | 1 | 9  | 11 | -2   |  | Al Qadisiya Koweït         |     | 2-1 | 1-0 | 2-0 |
| 2    | Pakhtakor Tachkent | 10  | 6 | 3 | 1 | 2 | 11 | 7  | +4   |  | Pakhtakor Tachkent         | 2-2 |     | 2-0 | 2-0 |
| 3    | Al Ittihad Alep    | 8   | 6 | 2 | 2 | 2 | 6  | 7  | -1   |  | Al Ittihad Alep            | 2-2 | 2-1 |     | 0-0 |
| 4    | Foolad Ahvaz       | 4   | 6 | 1 | 1 | 4 | 8  | 9  | -1   |  | Foolad Ahvaz               | 6-0 | 1-3 | 1-2 |     |

### Groupe B
| Rang | Équipe            | Pts | J | G | N | P | Bp | Bc | Diff |  | Résultats (▼ dom., ► ext.) |     |     |     |     |
| ---- | ----------------- | --- | - | - | - | - | -- | -- | ---- |  | -------------------------- | --- | --- | --- | --- |
| 1    | Al Ain Club       | 13  | 6 | 4 | 1 | 1 | 10 | 6  | +4   |  | Al Ain Club                |     | 2-0 | 2-1 | 2-1 |
| 2    | Al-Hilal FC       | 10  | 6 | 3 | 1 | 2 | 12 | 7  | +5   |  | Al-Hilal FC                | 2-1 |     | 5-0 | 3-1 |
| 3    | Mash'al Mubarek   | 8   | 6 | 2 | 2 | 2 | 7  | 11 | -4   |  | Mash'al Mubarek            | 1-1 | 2-1 |     | 2-2 |
| 4    | Al Mina'a Bassora | 2   | 6 | 0 | 2 | 4 | 6  | 11 | -5   |  | Al Mina'a Bassora          | 1-2 | 1-1 | 0-1 |     |

### Groupe C
| Rang | Équipe             | Pts | J | G | N | P | Bp | Bc | Diff |  | Résultats (▼ dom., ► ext.) |     |     |     |     |
| ---- | ------------------ | --- | - | - | - | - | -- | -- | ---- |  | -------------------------- | --- | --- | --- | --- |
| 1    | Al-Karamah SC      | 12  | 6 | 4 | 0 | 2 | 10 | 11 | -1   |  | Al-Karamah SC              |     | 1-0 | 2-1 | 3-1 |
| 2    | Saba Qom FC        | 10  | 6 | 3 | 1 | 2 | 13 | 8  | +5   |  | Saba Qom FC                | 1-2 |     | 2-2 | 4-1 |
| 3    | Al Wahda Abu Dhabi | 7   | 6 | 2 | 1 | 3 | 14 | 15 | -1   |  | Al Wahda Abu Dhabi         | 4-2 | 2-4 |     | 2-0 |
| 4    | Al-Gharafa SC      | 4   | 6 | 1 | 1 | 4 | 11 | 14 | -3   |  | Al-Gharafa SC              | 4-0 | 0-2 | 5-3 |     |

### Groupe D
| Rang | Équipe                  | Pts | J | G | N | P | Bp | Bc | Diff |  | Résultats (▼ dom., ► ext.) |     |     |     |     |
| ---- | ----------------------- | --- | - | - | - | - | -- | -- | ---- |  | -------------------------- | --- | --- | --- | --- |
| 1    | Al Shabab Riyad         | 13  | 6 | 4 | 1 | 1 | 9  | 6  | +3   |  | Al Shabab Riyad            |     | 0-0 | 2-1 | 2-0 |
| 2    | Sadd Sports Club        | 13  | 6 | 4 | 1 | 1 | 13 | 5  | +8   |  | Sadd Sports Club           | 2-3 |     | 3-0 | 4-1 |
| 3    | Al Qowa Al Jawia Bagdad | 6   | 6 | 2 | 0 | 4 | 5  | 9  | -4   |  | Al Qowa Al Jawia Bagdad    | 0-2 | 0-2 |     | 3-0 |
| 4    | Al Arabi Koweït         | 3   | 6 | 1 | 0 | 5 | 5  | 12 | -7   |  | Al Arabi Koweït            | 3-0 | 1-2 | 0-1 |     |

### Groupe E
| Rang | Équipe                 | Pts | J | G | N | P | Bp | Bc | Diff |  | Résultats (▼ dom., ► ext.) |     |     |     |      |
| ---- | ---------------------- | --- | - | - | - | - | -- | -- | ---- |  | -------------------------- | --- | --- | --- | ---- |
| 1    | Jeonbuk Hyundai Motors | 13  | 6 | 4 | 1 | 1 | 11 | 5  | +6   |  | Jeonbuk Hyundai Motors     |     | 3-1 | 3-2 | 3-0  |
| 2    | Dalian Shide           | 12  | 6 | 4 | 0 | 2 | 7  | 6  | +1   |  | Dalian Shide               | 1-0 |     | 2-0 | 1-0  |
| 3    | Gamba Osaka            | 10  | 6 | 3 | 1 | 2 | 26 | 7  | +19  |  | Gamba Osaka                | 1-1 | 3-0 |     | 15-0 |
| 4    | Đà Nẵng Club           | 0   | 6 | 0 | 0 | 6 | 1  | 27 | -26  |  | Đà Nẵng Club               | 0-1 | 0-2 | 1-5 |      |

### Groupe F
| Rang | Équipe                   | Pts     | J       | G       | N       | P       | Bp      | Bc      | Diff    |  | Résultats (▼ dom., ► ext.) |     |     |
| ---- | ------------------------ | ------- | ------- | ------- | ------- | ------- | ------- | ------- | ------- |  | -------------------------- | --- | --- |
| 1    | Ulsan Hyundai Horang-i   | 6       | 2       | 2       | 0       | 0       | 3       | 0       | +3      |  | Ulsan Hyundai Horang-i     |     | 1-0 |
| 2    | Tokyo Verdy 1969         | 0       | 2       | 0       | 0       | 2       | 0       | 3       | -3      |  | Tokyo Verdy 1969           | 0-2 |     |
| 3    | TTM FC disqualifié       | Forfait | Forfait | Forfait | Forfait | Forfait | Forfait | Forfait | Forfait |  |                            |     |     |
| 4    | Arema Malang disqualifié | Forfait | Forfait | Forfait | Forfait | Forfait | Forfait | Forfait | Forfait |  |                            |     |     |

### Groupe G
| Rang | Équipe                         | Pts     | J       | G       | N       | P       | Bp      | Bc      | Diff    |  | Résultats (▼ dom., ► ext.) |     |     |
| ---- | ------------------------------ | ------- | ------- | ------- | ------- | ------- | ------- | ------- | ------- |  | -------------------------- | --- | --- |
| 1    | Shanghai Shenhua               | 6       | 2       | 2       | 0       | 0       | 7       | 3       | +4      |  | Shanghai Shenhua           |     | 3-1 |
| 2    | Gach Dong Tam Long An          | 0       | 2       | 0       | 0       | 2       | 3       | 7       | -4      |  | Gach Dong Tam Long An      | 2-4 |     |
| 3    | Persipura Jayapura disqualifié | Forfait | Forfait | Forfait | Forfait | Forfait | Forfait | Forfait | Forfait |  |                            |     |     |
| 4    | PEA FC disqualifié             | Forfait | Forfait | Forfait | Forfait | Forfait | Forfait | Forfait | Forfait |  |                            |     |     |

## Phase finale à élimination directe
|  | Quarts de finale        | Quarts de finale        | Quarts de finale                | Quarts de finale        |                        |                        | Demi-finales                    | Demi-finales                    | Demi-finales                    | Demi-finales                    |  |  | Finale                 | Finale                 | Finale                 | Finale                 |
|  |                         |                         |                                 |                         |                        |                        |                                 |                                 |                                 |                                 |  |  |                        |                        |                        |                        |
|  | 19 et 26 septembre 2006 | 19 et 26 septembre 2006 | 19 et 26 septembre 2006         | 19 et 26 septembre 2006 |                        |                        | 27 septembre et 18 octobre 2006 | 27 septembre et 18 octobre 2006 | 27 septembre et 18 octobre 2006 | 27 septembre et 18 octobre 2006 |  |  | 1er et 8 novembre 2006 | 1er et 8 novembre 2006 | 1er et 8 novembre 2006 | 1er et 8 novembre 2006 |
|  | 19 et 26 septembre 2006 | 19 et 26 septembre 2006 | 19 et 26 septembre 2006         | 19 et 26 septembre 2006 |                        |                        | 27 septembre et 18 octobre 2006 | 27 septembre et 18 octobre 2006 | 27 septembre et 18 octobre 2006 | 27 septembre et 18 octobre 2006 |  |  | 1er et 8 novembre 2006 | 1er et 8 novembre 2006 | 1er et 8 novembre 2006 | 1er et 8 novembre 2006 |
|  | Shanghai Shenhua        | Shanghai Shenhua        | 1                               | 2                       |                        |                        | 27 septembre et 18 octobre 2006 | 27 septembre et 18 octobre 2006 | 27 septembre et 18 octobre 2006 | 27 septembre et 18 octobre 2006 |  |  | 1er et 8 novembre 2006 | 1er et 8 novembre 2006 | 1er et 8 novembre 2006 | 1er et 8 novembre 2006 |
|  | Shanghai Shenhua        | Shanghai Shenhua        | 1                               | 2                       |                        |                        | 27 septembre et 18 octobre 2006 | 27 septembre et 18 octobre 2006 | 27 septembre et 18 octobre 2006 | 27 septembre et 18 octobre 2006 |  |  | 1er et 8 novembre 2006 | 1er et 8 novembre 2006 | 1er et 8 novembre 2006 | 1er et 8 novembre 2006 |
|  | Jeonbuk Hyundai Motors  | Jeonbuk Hyundai Motors  | 0                               | 4                       |                        |                        | 27 septembre et 18 octobre 2006 | 27 septembre et 18 octobre 2006 | 27 septembre et 18 octobre 2006 | 27 septembre et 18 octobre 2006 |  |  | 1er et 8 novembre 2006 | 1er et 8 novembre 2006 | 1er et 8 novembre 2006 | 1er et 8 novembre 2006 |
|  | Jeonbuk Hyundai Motors  | Jeonbuk Hyundai Motors  | 0                               | 4                       | Jeonbuk Hyundai Motors | Jeonbuk Hyundai Motors | 2                               | 4                               |                                 |                                 |  |  | 1er et 8 novembre 2006 | 1er et 8 novembre 2006 | 1er et 8 novembre 2006 | 1er et 8 novembre 2006 |
|  | 19 et 26 septembre 2006 |                         |                                 |                         | Jeonbuk Hyundai Motors | Jeonbuk Hyundai Motors | 2                               | 4                               |                                 |                                 |  |  | 1er et 8 novembre 2006 | 1er et 8 novembre 2006 | 1er et 8 novembre 2006 | 1er et 8 novembre 2006 |
|  |                         |                         | Ulsan Hyundai Horang-i          | Ulsan Hyundai Horang-i  | 3                      | 1                      |                                 |                                 |                                 |                                 |  |  | 1er et 8 novembre 2006 | 1er et 8 novembre 2006 | 1er et 8 novembre 2006 | 1er et 8 novembre 2006 |
|  | Ulsan Hyundai Horang-i  | Ulsan Hyundai Horang-i  | Ulsan Hyundai Horang-i          | Ulsan Hyundai Horang-i  | 3                      | 1                      | 6                               | 1                               |                                 |                                 |  |  | 1er et 8 novembre 2006 | 1er et 8 novembre 2006 | 1er et 8 novembre 2006 | 1er et 8 novembre 2006 |
|  | Ulsan Hyundai Horang-i  | Ulsan Hyundai Horang-i  | 27 septembre et 18 octobre 2006 |                         |                        |                        | 6                               | 1                               |                                 |                                 |  |  | 1er et 8 novembre 2006 | 1er et 8 novembre 2006 | 1er et 8 novembre 2006 | 1er et 8 novembre 2006 |
|  | Al Shabab Riyad         | Al Shabab Riyad         | 0                               | 0                       |                        |                        |                                 |                                 |                                 |                                 |  |  | 1er et 8 novembre 2006 | 1er et 8 novembre 2006 | 1er et 8 novembre 2006 | 1er et 8 novembre 2006 |
|  | Al Shabab Riyad         | Al Shabab Riyad         | 0                               | 0                       | Jeonbuk Hyundai Motors | Jeonbuk Hyundai Motors | 2                               | 1                               |                                 |                                 |  |  |                        |                        |                        |                        |
|  | 19 et 26 septembre 2006 |                         |                                 |                         | Jeonbuk Hyundai Motors | Jeonbuk Hyundai Motors | 2                               | 1                               |                                 |                                 |  |  |                        |                        |                        |                        |
|  |                         |                         | Al-Karamah SC                   | Al-Karamah SC           | 0                      | 2                      |                                 |                                 |                                 |                                 |  |  |                        |                        |                        |                        |
|  | Al IttihadT             | Al IttihadT             | Al-Karamah SC                   | Al-Karamah SC           | 0                      | 2                      | 2                               | 0                               |                                 |                                 |  |  |                        |                        |                        |                        |
|  | Al IttihadT             | Al IttihadT             |                                 |                         |                        |                        |                                 |                                 |                                 |                                 |  |  |                        |                        |                        |                        |
|  | Al-Karamah SC ap        | Al-Karamah SC ap        | 0                               | 4                       |                        |                        |                                 |                                 |                                 |                                 |  |  |                        |                        |                        |                        |
|  | Al-Karamah SC ap        | Al-Karamah SC ap        | 0                               | 4                       | Al-Karamah SC          | Al-Karamah SC          | 0                               | 1                               |                                 |                                 |  |  |                        |                        |                        |                        |
|  | 19 et 26 septembre 2006 |                         |                                 |                         | Al-Karamah SC          | Al-Karamah SC          | 0                               | 1                               |                                 |                                 |  |  |                        |                        |                        |                        |
|  |                         |                         | Al Qadisiya Koweït              | Al Qadisiya Koweït      | 0                      | 0                      |                                 |                                 |                                 |                                 |  |  |                        |                        |                        |                        |
|  | Al Qadisiya Koweït      | Al Qadisiya Koweït      | Al Qadisiya Koweït              | Al Qadisiya Koweït      | 0                      | 0                      | 2                               | 3                               |                                 |                                 |  |  |                        |                        |                        |                        |
|  | Al Qadisiya Koweït      | Al Qadisiya Koweït      |                                 |                         |                        |                        |                                 | 3                               |                                 |                                 |  |  |                        |                        |                        |                        |
|  | Al Ain Club             | Al Ain Club             | 2                               | 0                       |                        |                        |                                 |                                 |                                 |                                 |  |  |                        |                        |                        |                        |
|  | Al Ain Club             | Al Ain Club             | 2                               | 0                       |                        |                        |                                 |                                 |                                 |                                 |  |  |                        |                        |                        |                        |
|  |                         |                         |                                 |                         |                        |                        |                                 |                                 |                                 |                                 |  |  |                        |                        |                        |                        |

### Finale
| 1er novembre 2006 | Jeonbuk Hyundai Motors      | 2 - 0 | Al-Karamah SC | Stade de la Coupe du monde de Jeonju, Jeonju |                                              |
| 19:00             | Yeom Ki-hun 59e · Botti 90e |       |               | Spectateurs : 25 830 Arbitrage : Mark Shield | Spectateurs : 25 830 Arbitrage : Mark Shield |

| 8 novembre 2006 | Al-Karamah SC           | 2 - 1 | Jeonbuk Hyundai Motors | Stade de Khaled bin Walid, Homs              |                                              |
| 20:00           | Mando 54e · Ibrahim 61e |       | 86e Zé Carlos          | Spectateurs : 40 000 Arbitrage : Mark Shield | Spectateurs : 40 000 Arbitrage : Mark Shield |

| Ligue des champions de l'AFC Vainqueur 2006 |
| ------------------------------------------- |
| Drapeau de la Corée du Sud                  |
| Jeonbuk Hyundai Motors Premier titre        |